# Bomanxotha
Bomanxotha es una localidad de México, localizada en el municipio de Tecozautla en el estado de Hidalgo.

## Geografía
Se encuentra en la región geográfica del Valle del Mezquital. A la localidad le corresponden las coordenadas geográficas 20° 30’ 59.904” de latitud norte y 99° 39’ 58.062” de longitud oeste; con una altitud de 1769 m s. n. m. Cuenta con un clima semiseco semicálido.
En cuanto a fisiografía se encuentra en la provincia del Eje Neovolcánico, dentro de la subprovincia de Sierras y Llanuras de Querétaro e Hidalgo; su terreno es de lomerío. En lo que respecta a la hidrografía se encuentra posicionado en la región del Pánuco, dentro de la cuenca del río Moctezuma, y en la subcuenca del río Tecozautla.

## Demografía
En 2020 registró una población de 2129 personas, lo que corresponde al 5.60 % de la población municipal. De los cuales 1001 son hombres y 1128 son mujeres.
| Gráfica de evolución demográfica de Bomanxotha entre 1900 y 2020                             |
|                                                                                              |
| Población de los censos y conteos del Instituto Nacional de Estadística y Geografía (INEGI). |